# Barbara George
Barbara George (* 16. August 1942 in New Orleans als Barbara Ann Smith; † 10. August 2006 in Chauvin, Louisiana) war eine US-amerikanische R&B-Sängerin und Komponistin.

## Leben
Bereits mit 16 Jahren heiratete Barbara Ann Smith den späteren R&B-Sänger Jessie Hill. Im Alter von 17 Jahren begann sie im Kirchenchor zu singen. Im Jahr 1961 hatte sie mit I know (you don´t love me no more (US Platz 3) ihren ersten Chart-Erfolg.

## Diskografie

### Singles
| Jahr | Titel Album                            | Höchstplatzierung, Gesamtwochen, AuszeichnungChartplatzierungen (Jahr, Titel, Album, Platzierungen, Wochen, Auszeichnungen, Anmerkungen) | Höchstplatzierung, Gesamtwochen, AuszeichnungChartplatzierungen (Jahr, Titel, Album, Platzierungen, Wochen, Auszeichnungen, Anmerkungen) | Anmerkungen |
| Jahr | Titel Album                            | US | R&B | Anmerkungen |
| ---- | -------------------------------------- | --- | --- | ----------- |
| 1961 | I Know (You Don’t Love Me No More) –   | US3 (19 Wo.)US | R&B1 (19 Wo.)R&B |             |
| 1962 | You Talk About Love –                  | US46 (6 Wo.)US | — |             |
| 1962 | Send For Me (If You Need Some Lovin) – | US96 (1 Wo.)US | — |             |

Weitere Singles
- 1962: Whip O Will
- 1962: If You Think
- 1963: Something’s Definitely Wrong